# Flaujac-Poujols
Flaujac-Poujols – miejscowość i gmina we Francji, w regionie Oksytania, w departamencie Lot.
Według danych na rok 1990 gminę zamieszkiwało 561 osób, a gęstość zaludnienia wynosiła 44 osób/km² (wśród 3020 gmin regionu Midi-Pireneje Flaujac-Poujols plasuje się na 544. miejscu pod względem liczby ludności, natomiast pod względem powierzchni na miejscu 901.).